# My Life (album de Mary J. Blige)
Pour les articles homonymes, voir My Life.
Albums de Mary J. Blige
What's the 411? Remix
(1993) Share My World
(1997)
Singles
1. Be Happy
Sortie : 26 octobre 1994
2. I'm Goin' Down
Sortie : 18 janvier 1995
3. Mary Jane (All Night Long)
Sortie : 8 février 1995
4. You Bring Me Joy/I Love You
Sortie : 28 mai 1995
5. My Life
Sortie : 29 juin 1995

My Life est le deuxième album studio de Mary J. Blige, sorti le 29 novembre 1994.
L'album s'est classé 1er au Top R&B/Hip-Hop Albums et 7e au Billboard 200 et a été certifié triple disque de platine par la Recording Industry Association of America (RIAA) le 13 décembre 1995.
Le magazine Rolling Stone l'a classé à la 281e place des « 500 meilleurs albums de tous les temps » et à la 13e place des « Women Who Rock: The 50 Greatest Albums of All Time ».

## Liste des titres
| No  | Titre                          | Auteur                                                               | Contient un (des) sample(s) de | Durée |
| --- | ------------------------------ | -------------------------------------------------------------------- | --- | ----- |
| 1.  | Intro                          | Mary J. Blige, Sean « Puffy » Combs, Chucky Thompson                 | | 1:04  |
| 2.  | Mary Jane (All Night Long)     | Blige, Combs, Rick James, Thompson                                   | All Night Long des Mary Jane Girls Close the Door de Teddy Pendergrass | 4:39  |
| 3.  | You Bring Me Joy               | Blige, Combs, Joel « JoJo » Hailey, Thompson                         | It's Ecstasy When You Lay Down Next to Me de Barry White | 4:13  |
| 4.  | Marvin Interlude               | Blige, Combs, Thompson                                               | | 0:36  |
| 5.  | I'm the Only Woman             | Blige, Combs, Thompson                                               | Give Me Your Love (Love Song) de Curtis Mayfield For the Love of Money des O'Jays                                                                                             | 4:30  |
| 6.  | K. Murray Interlude            | Keith Murray, Combs, Nasheim Myrick, Thompson                        | I'm Afraid the Masquerade Is Over de David Porter | 0:22  |
| 7.  | My Life                        | Blige, Combs, Arlene DelValle, Thompson                              | Everybody Loves the Sunshine du Roy Ayers Ubiquity | 4:17  |
| 8.  | You Gotta Believe              | Blige, Big Bub, Combs, Faith Evans, Cedric « K-Ci » Hailey, Thompson | | 5:02  |
| 9.  | I Never Wanna Live Without You | Blige, Big Bub, Combs, Evans, Thompson                               | Feel of Your Lips de Sista, Mary J. Blige et K-Ci | 6:17  |
| 10. | I'm Goin' Down                 | Norman Whitfield                                                     | | 3:42  |
| 11. | My Life Interlude              | Blige, Big Bub, Combs, Thompson                                      | | 1:15  |
| 12. | Be With You                    | Blige, Combs, Thompson                                               | High Powered de Dr. Dre featuring RBX, The Lady of Rage et Daz Dillinger | 4:26  |
| 13. | Mary's Joint                   | Blige, Combs, Thompson                                               | | 5:02  |
| 14. | Don't Go                       | Blige, Combs, Evans, Thompson                                        | Stay With Me de DeBarge Goodbye Love de Guy Brazilian Rhyme (Beijo Interlude) d'Earth, Wind & Fire Speak to My Heart du New York Restoration Choir featuring Donnie McClurkin | 4:59  |
| 15. | I Love You                     | Blige, Combs, Thompson                                               | Ike's Mood I d'Isaac Hayes Hollywood's World de DJ Hollywood | 4:31  |
| 16. | No One Else                    | Dalvin DeGrate, C. Hailey                                            | Free at Last d'Al Green La Di Da Di de Doug E. Fresh et Slick Rick The Show de Doug E. Fresh, Slick Rick & The Get Fresh Crew                                                 | 4:14  |
| 17. | Be Happy                       | Blige, Combs, DelValle, J.C. Olivier                                 | You're So Good to Me de Curtis Mayfield I Want You de Marvin Gaye | 5:49  |

| 18. | (You Make Me Feel Like) A Natural Woman | Gerry Goffin, Carole King, Jerry Wexler | 2:56 |